# No contest
En kampsportskamp kan blive erklæret for en no contest ("ingen kamp"), hvis det ikke er muligt at finde en vinder, en taber eller erklære kampen for uafgjort. Det sker, når en utilsigtet, utilladt handling gør, at en ellere flere af kampens deltagere ikke kan fortsætte. En no contest adskiller sig fra uafgjort, fordi i en kamp, der ender uafjort, har det været muligt at finde en vinder, mens det ikke er tilfældet i en no contest. De to begreber bruges dog ofte fejlagtigt som synonymer for hinanden.
Et kampresultat kan ændres efter en kamp er taget sted hvis jurisdiktionen, der licenserer konkurrencen, vurderer at kampen ikke har været fair, såsom brug af doping, dårlige dommervurderinger mm.